# Calisto apollinis
Calisto apollinis är en fjärilsart som beskrevs av Bates 1934. Calisto apollinis ingår i släktet Calisto och familjen praktfjärilar. Inga underarter finns listade i Catalogue of Life.